# アトラス XH-1
アトラス XH-1 アルファ
- 用途：攻撃ヘリコプター
- 分類：ヘリコプター
- 製造者：アトラス・アヴィエーション
デネル
- 初飛行：1985年2月3日
- 生産数：1機
- 運用状況：試作のみ

アトラス XH-1 アルファ（Atlas XH-1 Alpha）は、南アフリカ共和国のアトラス・アヴィエーション社（現在のデネル・エアロスペース・システムズ）で製作された攻撃ヘリコプターである。本機はその後に計画されたローイファイク・プロジェクトの概念デモンストレーターとして使用された。

## 開発
XH-1は、エンジンと動力装置をそのままにアエロスパシアル アルエット IIIの機体を利用して開発されたが、コックピットは前後席で段差のついたタンデム配置とされ、機首下面には20 mm機関砲を装備し、降着装置は尾輪式に変更されていた。
XH-1は、1985年2月3日に初飛行を行い、間もなく南アフリカの環境下に特化した攻撃ヘリコプターの実現可能性を実証するための厳格な飛行試験プログラムに投入された。この試験結果は、アトラス社と南アフリカ空軍に専用の攻撃ヘリコプターであるダネル ローイファイクの開発を促すことを確信させるには十分なものであった。
XH-1とローイファルクは共通する部品もない全く別の機体であり、ローイファルクは後の試作機XH-2から開発された機体であった。
1機のみ製作されたXH-1は1980年代のある時期に退役し、南アフリカ空軍博物館に引き渡されて現在もそこに所蔵されている。

## 運用
南アフリカ
- 南アフリカ空軍

## 要目
諸元
- 乗員: 2
- 全長: 10.56 m （34 ft 8 in）
- 全高: 2.73 m （8 ft 11 in）
- ローター直径: 11.02 m （36 ft 2 in）
- 空虚重量: 1,400 kg （3,086 lb）
- 最大離陸重量: 2,200 kg （4,850 lb）

性能
- 最大速度: 200 km/h （108 kn） 124 mph
- 航続距離: 550 km （297 nmi） 342 mi
- 実用上昇限度: 5,250 m （17,224 ft）

武装
- 固定武装: Vektor GA-1 Rattler 20mm 機関砲（機首下面銃塔、弾丸1,000発）